# Алтомонте
Алтомо̀нте (на италиански: Altomonte) е малко градче и община в Южна Италия, провинция Козенца, регион Калабрия. Разположено е на 455 m надморска височина. Населението на общината е 4341 души (към 2011 г.).